# Contender

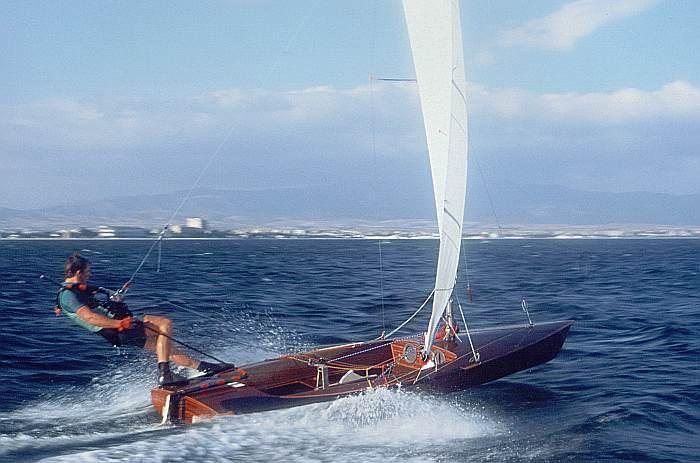
Trapezjolle Contender bei der WM 1998

Der Contender ist eine Einhand-Trapezjolle. Der Contender wurde 1967 als potentielle olympische Jolle von Ben Lexcen entworfen. 1968 bekam der Contender internationalen Status und wird in mehr als 12 Ländern im Klassenverband gesegelt. Obwohl der Contender 1965–1968 die Auswahlregatten zur Nachfolge des Finn-Dinghys als olympische Jolle gewonnen hatte, blieb der Klasse der olympische Status verwehrt. Als endgültiges Scheitern kann die Nominierung des Laser als zweite olympische Einhandklasse für Männer neben dem Finn-Dinghy im Jahr 1992 gewertet werden.
Bis 2022 wurden mehr als 2800 Contender gebaut.
Der Contender kann von Seglern unterschiedlichster Körpergrößen und Gewichte gesegelt werden.
Das Gewicht von erfolgreichen Seglern liegt zwischen etwa 55 kg und über 105 kg bei einer Körpergröße von etwa 165 cm bis zu 200 cm. Das Alter der Segler liegt zwischen 16 und 60 Jahren.
Der Contender kann auf Binnenrevieren wie beispielsweise Baggerseen genauso gut gesegelt werden wie auf offener See.

## Meisterschaften
In der Internationalen Contender-Klasse werden Weltmeisterschaften jedes Jahr ausgetragen. In der Regel findet alle zwei Jahre eine WM in Europa statt, über die jeweils anderen Jahre verständigen sich die Verbände in Nordamerika und Australien.
Europameisterschaften werden alle zwei Jahre in einem solchen Rhythmus ausgetragen, dass in Europa jedes Jahr eine große internationale Meisterschaft ausgetragen wird.
Rekord-Weltmeister ist Andrea Bonezzi aus Italien mit sieben Titelgewinnen. England hat 13 WM-Titel erreicht, Australien kommt auf elf Weltmeisterschaften. Italien hat acht Siege zu verzeichnen, Neuseeland fünf, Deutschland drei, Dänemark zwei, die USA einen. Die Briten stellen bisher acht verschiedene Contender-Weltmeister, Australien fünf, Deutschland drei, Italien, Dänemark und Neuseeland je zwei, die USA einen.
Medemblik am IJsselmeer ist mit fünf Weltmeisterschaften der meistgenutzte Austragungsort vor Brisbane und Hayling Island mit je drei ausgetragenen WMs. Die Weltmeisterschaft 1983 sollte in Südafrika ausgetragen werden, betrachtet wurden die Austragungsorte Durban und Pietermaritzburg; aus politischen Gründen kam eine WM in Südafrika jedoch nicht zustande.

## Weltmeisterschaften
- 2023 Kerteminde, Dänemark

Sieger: Søren Dulong Andreasen, Dänemark
- 2022 Perth, Australien (Austragung im Januar 2023)

Sieger: Mark Bulka, Australien
- 2021 Warnemünde, Deutschland (wegen Corona-Pandemie als Europameisterschaft ausgerichtet)
- 2020 Medemblik, Niederlande (abgesagt wegen Corona-Pandemie)
- 2019 Quiberon, Frankreich

Sieger: Max Billerbeck, Deutschland
- 2018 Mornington, Australien

Sieger: Mark Bulka, Australien
- 2017 Sonderburg, Dänemark

Sieger: Jason Beebe, Australien
- 2016: Santa Cruz, Kalifornien, USA[7]

Sieger: Mark Bulka, Australien
- 2015: Medemblik, Niederlande[9]

Sieger: Simon Mussel, England
- 2014: Belmont, Lake Macquarie, Australien[10]

Sieger: Mark Bulka, Australien
- 2013: Gravedona, Comer See, Italien[12]

Sieger: Søren Dulong Andreasen, Dänemark
- 2012: St. Petersburg, Florida, USA

Sieger: Antonio Lambertini, Italien
- 2011: Weymouth, England

Sieger: Bjarke J. Johnsen, Dänemark
- 2010: Brisbane, Australien

Sieger: Jono Neate, Australien (WM-Dritter Christoph Homeier, Bremen)
- 2009: Sønderborg, Dänemark

Sieger: Andrea Bonezzi, Italien
- 2008: Kingston, Kanada

Sieger: Marcus Hamilton, Australien
- 2007: Medemblik, Niederlande

Sieger: Marcus Hamilton, Australien (WM-Dritter Jan von der Bank, Eutin)
- 2006: Fremantle, Australien

Sieger: Andrea Bonezzi, Italien
- 2005: Travemünde, Deutschland

Sieger: Jan von der Bank, Eutin
- 2004: Gardasee, Italien

Sieger: Andrea Bonezzi, Italien
- 2003: Plymouth, England

Sieger: Andrea Bonezzi, Italien
- 2002: Melbourne, Australien

Sieger: Arthur Brett, Australien
- 2001: Kingston, Kanada

Sieger: Arthur Brett, Australien
- 2000: Medemblik, Niederlande

Sieger: Gabriel Wicke, Deutschland
- 1999: Kiel, Deutschland

Sieger: Andrea Bonezzi, Italien
- 1998: Cagliari (Sardinien), Italien

Sieger: Stuart Jones, England
- 1997: Sydney, Australien

Sieger: Andrea Bonezzi, Italien
- 1996: Weymouth, England

Sieger: Ian Renilson, England
- 1995: Rowayton, Connecticut, USA

Sieger: Graham Scott, England
- 1994: Attersee, Österreich (WM-Dritter Gernot Goetz, Unteruhldingen)

Sieger: Graham Scott, England
- 1993: Medemblik, Niederlande

Sieger: Stuart Jones, England
- 1992: Melbourne, Australien

Sieger: Barry Watson, Australien
- 1991: Marsala (Sizilien), Italien

Sieger: Andrea Bonezzi, Italien
- 1990: Hayling Island, England

Sieger: John Hardman, England
- 1989: Travemünde, Deutschland

Sieger: Steve Daniel, England (WM-Dritter: Frank Suchanek, Krefeld)
- 1988: Brisbane, Australien

Sieger: Steve Daniel, England
- 1987: Hamburgsund, Schweden

Sieger: John Webb, England (Vize-Weltmeister: Frank Suchanek, Krefeld)
- 1986: Santa Cruz, Kalifornien, USA

Sieger: Mark Starratt, USA
- 1985: Struer, Dänemark

Sieger: Barry Watson, Australien
- 1984: Gardasee, Italien

Sieger: Barry Watson, Australien
- 1983: Lake Macquarie, Australien

Sieger: Tony Smith, Neuseeland
- 1982: Medemblik, Niederlande

Sieger: Tony Smith, Neuseeland
- 1981: Toronto, Kanada

Sieger: Peter Newlands, Neuseeland
- 1980: Hayling Island, England

Sieger: Peter Newlands, Neuseeland, und Geoff Whitfield, England
- 1979: Takapuna, Neuseeland

Sieger: Peter Newlands, Neuseeland
- 1977: Kiel, Deutschland

Sieger: David Pitman, England
- 1976: Palo Alto, Kalifornien, USA

Sieger: David Pitman, England
- 1974/75: Brisbane, Australien

Sieger: David Pitman, England
- 1973: Imperia, Italien

Sieger: Peter Hollis, Australien
- 1972: Medemblik, Niederlande

Sieger: Peter Hollis, Australien
- 1970: Hayling Island, England

Sieger: Dick Jobbins, England
Quelle:

## Europameisterschaften
- 2022: Attersee, Österreich

Sieger: Jesper Armbrust, Dänemark
- 2021: Warnemünde, Deutschland

Sieger: Jesper Armbrust, Dänemark
- 2018: Gardasee, Italien

Sieger: Sören Dulong Andreasen, Dänemark
- 2016: Highcliff, England

Sieger: Simon Mussell, England
- 2014: Kühlungsborn, Deutschland

Sieger: Sören Dulong Andreasen, Dänemark (Vize-Europameister Max Billerbeck, Elmshorn)
- 2012: Gottskär, Schweden

Sieger: Andrea Bonezzi, Italien
- 2010: La Rochelle, Frankreich

Sieger: Andrea Bonezzi, Italien
- 2008: Punta Ala, Italien

Sieger: Giovanni Bonzio, Italien
- 2006: Traunsee, Österreich

Sieger: Christoph Homeier, Kiel
- 2002: Hellerup, Dänemark

Sieger: Graham Scott, England
- 2001: Loctudy, Frankreich

Sieger: Ian Renilson, England (Vize-Europameister Christian Brandt, Hamburg)
- 1997: Aarhus, Dänemark

Sieger: Ian Renilson, England (Vize-Europameister Frank Suchanek, Krefeld)
- 1995: Warnemünde, Deutschland

Sieger: Graham Scott, England
- 1992: Gottskär, Schweden

Sieger: Graham Scott, England
- 1988: Medemblik, Niederlande

Sieger: Barry Watson, England
- 1986: Hayling Island, England

Sieger: ???
- 1983: Porto Sant’Elpidio, Italien

Sieger: Keith Paul, England (Vize-Europameister Joachim Harpprecht, Kiel)
- 1980: Travemünde, Deutschland

Sieger: ???
- 1979: Silvaplanersee, Schweiz

Sieger: Geoff Whitfield, England
- 1978: Gardasee, Italien

Sieger: Tony Smith, England
- 1977: Medemblik, Niederlande

Sieger: Paul Wells, USA, damals nicht als Titelträger gewertet
- 1976: Hayling Island, England

Sieger: Joachim Harpprecht, Kiel
- 1975: Strömstad, Schweden

Sieger: David Pitman, England
- 1974: Kiel, Deutschland

Sieger: David Pitman, England
Quelle:

## Internationale Deutsche Meisterschaften
- 2022: Schwerin

Sieger: Jesper Armbrust (DEN-2352), Dänemark
- 2021: Insel Reichenau, Bodensee

Sieger: Max Billerbeck (GER-488), Elmshorn
- 2020: Cospudener See

Sieger: Markus Maisenbacher (GER-2438), Verden
- 2019: Steinhuder Meer

Sieger: Max Billerbeck (GER-488), Elmshorn
- 2018: TSV Schilksee, Olympiazentrum Schilksee, Kieler Förde

Sieger:
- 2017: Walchensee

Sieger: Antonio Lambertini (ITA-2561), Comer See
- 2016: Zwischenahner Meer

Sieger: Markus Maisenbacher (GER-2438), Verden
- 2015: Schweriner Segler-Verein von 1894, Schweriner See

Sieger: Christoph Homeier (GER-551), Bremen
- 2014: Lübecker Yacht-Club, ausgetragen innerhalb der Travemünder Woche, Lübecker Bucht

Sieger: Volker Niediek (GER-2549), Braunschweig
- 2013: Wassersportgemeinschaft Altmühl-Brombachsee, Großer Brombachsee

Sieger: Christoph Engel (GER-2417), Kiel
- 2012: TSV Schilksee, Olympiazentrum Schilksee, Kieler Förde

Sieger: Christoph Engel (GER-2417), Kiel
- 2011: Schaumburg-Lippescher Segler-Verein, Steinhuder Meer

Sieger: Volker Niediek (GER-2476), Braunschweig
- 2010: Cospudener Yacht-Club, Cospudener See

Sieger: Hannes Seidel (GER-2488), Potsdam
- 2009: Yachtclub Radolfzell, Bodensee

Sieger: Jörg Dannemann (GER-2450), Hamburg
- 2008: Segelclub Kühlungsborn, Ostsee

Sieger: Sören Andreasen (DEN-44), Dänemark
- 2007: Dümmer

Sieger: Christoph Homeier (GER-551), Kiel
- 2006: Heiligenhafen, Ostsee

Sieger: Christoph Homeier (GER-551), Kiel
- 2005: Röbel, Müritz

Sieger: Marcus Hamilton (AUS-247), Australien
- 2004: Kressbronn, Bodensee

Sieger: Joachim Harpprecht (GER-531), Kiel
- 2003: Dümmer

Sieger: Jan von der Bank  (GER–507), Eutin
- 2002: Travemünde, Ostsee

Sieger: Andrea Bonezzi (ITA–11), Italien
- 2001: Wassersportgemeinschaft Altmühl-Brombachsee, Großer Brombachsee

Sieger: Jan von der Bank (GER–507), Eutin
- 2000: Schwerin

Sieger: Andrea Bonezzi, Italien
- 1999: Horn, Bodensee

Sieger: Frank Suchanek, Krefeld
- 1998: Travemünde, Ostsee

Sieger: Andrea Bonezzi, Italien
- 1997: Wassersportgemeinschaft Altmühl-Brombachsee, Altmühlsee

Sieger: Frank Suchanek, Krefeld
- 1996: Steinhuder Meer

Sieger: keine Wertung
- 1995: Eckernförde, Ostsee

Sieger: Jan von der Bank, Eutin
- 1994: Berlin, Wannsee

Sieger: Gernot Goetz, Unteruhldingen
- 1993: Markelfingen, Bodensee

Sieger: Bob Smolders, Vereinigtes Königreich
- 1992: Warnemünde, Ostsee

Sieger: Graham Scott, Vereinigtes Königreich
- 1991: Bernau, Chiemsee

Sieger: Gernot Goetz, Unteruhldingen
- 1990: Niendorf, Ostsee

Sieger: Michael Graf
- 1989: Reichenau, Bodensee

Sieger: Michael Graf
- 1988: Berlin, Wannsee

Sieger: Frank Suchanek, Krefeld
- 1987: Hamburg, Elbe

Sieger: Joachim Rösler
- 1986: Niendorf, Ostsee

Sieger: Hans-Joachim Suchanek
- 1985: Horn, Bodensee

Sieger: Joachim Harpprecht, Kiel
- 1984: Travemünde, Ostsee

Sieger: Joachim Rösler
Quelle: